# Baron Hampton
Baronowie Pakington 1. kreacji (parostwo Zjednoczonego Królestwa)
- 1874–1880: John Somerset Pakington, 1. baron Hampton
- 1880–1893: John Slaney Pakington, 2. baron Hampton
- 1893–1906: Herbert Perrott Murray Pakington, 3. baron Hampton
- 1906–1962: Herbert Stuart Pakington, 4. baron Hampton
- 1962–1974: Humphrey Arthur Pakington, 5. baron Hampton
- 1974–2003: Richard Humphrey Russell Pakington, 6. baron Hampton
- 2003 -: John Humphrey Arnott Pakington, 7. baron Hampton